# ممتاز أباظة
ممتاز أباظة (15 يوليو 1942 - 1 نوفمبر 2009) هو ممثل مصري.

## حياته ونشأته
من مواليد مدينة الزقازيق في 15 يوليو 1942 لأب يعمل في بنك. حصل على بكالوريوس طيران مدني، وعمل ضابط طيار وتدرج في الوظائف حتى أصبح مديراً للملاحة الجوية بالسياحة. ينتمي للعائلة الأباظية والتي قدمت عدد من الفنانين والأدباء، وهو ابن عم الفنان رشدي أباظة. كتب الشعر وأتقن العديد من اللغات. تزوج من الراقصة سوزى خيرى (خريجة كلية الآداب قسم صحافة، واعتزلت الفن من أجل أسرتها بعد إنجابها)، ورزق منها بولد. 
قام بالتمثيل في 12 فيلم خلال الفترة من 1970 إلى 1973.
توفي في أول نوفمبر 2009 عن عمر يناهز 67 سنة.

## قائمة أفلامه
فيلم «زوجة لخمسة رجال» للمخرج سيف الدين شوكت عام 1970
فيلم «الكدابين الثلاثة» للمخرج منير التوني عام 1970
فيلم «عشاق الحياة» للمخرج حلمي حليم عام 1971
فيلم «حياة خطرة» للمخرج أحمد فؤاد عام 1971
فيلم «بنات في الجامعة» للمخرج عاطف سالم عام 1971
فيلم «البيوت أسرار» للمخرج السيد زيادة عام 1971
فيلم «آدم والنساء» للمخرج السيد بدير عام 1971
فيلم «ذئاب على الطريق» للمخرج كمال صلاح الدين عام 1972
فيلم «بنت بديعة» للمخرج حسن الإمام عام 1972
فيلم «الورطة» للمخرج إبراهيم الشقنقيري عام 1972
فيلم «الرغبة والضياع» للمخرج أحمد ضياء الدين عام 1972
فيلم «3 فتيات مراهقات» للمخرج عبد الرحمن كيخيا عام 1973

## وصلات خارجية
- ممتاز أباظة على موقع السينما
- ممتاز أباظة على موقع دهليز
- ممتاز أباظة على موقع IMDB
- ممتاز أباظة (ممثل) على موقع كاروهات